# Porphyrinia purinula
Porphyrinia purinula là một loài bướm đêm trong họ Noctuidae.